# Fliksalvia
Fliksalvia (Salvia verbenaca) är en kransblommig växtart som beskrevs av Carl von Linné. Enligt Catalogue of Life ingår Fliksalvia i släktet salvior och familjen kransblommiga, men enligt Dyntaxa är tillhörigheten istället släktet salvior och familjen kransblommiga. Arten har ej påträffats i Sverige. Inga underarter finns listade i Catalogue of Life.

## Bildgalleri

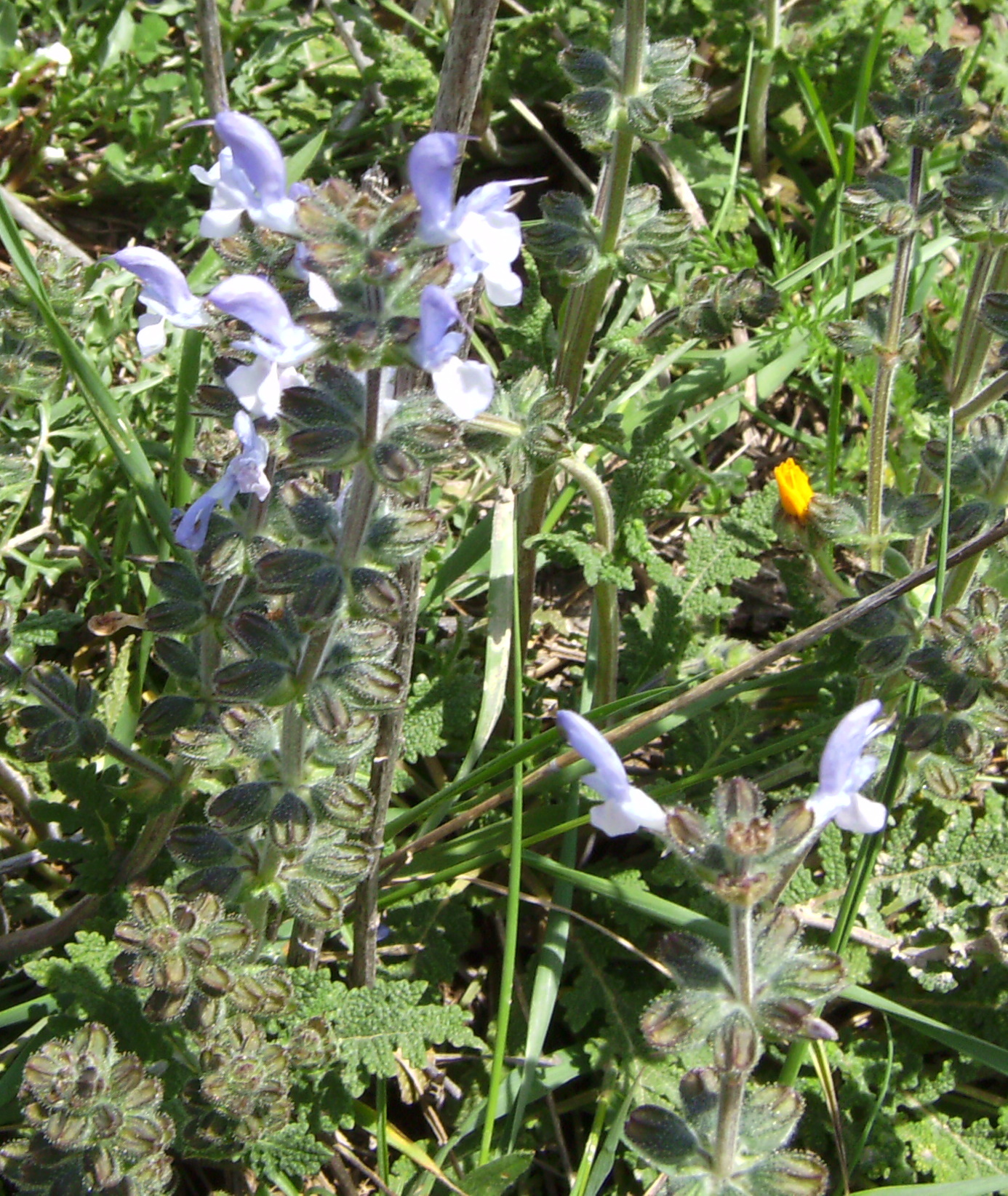
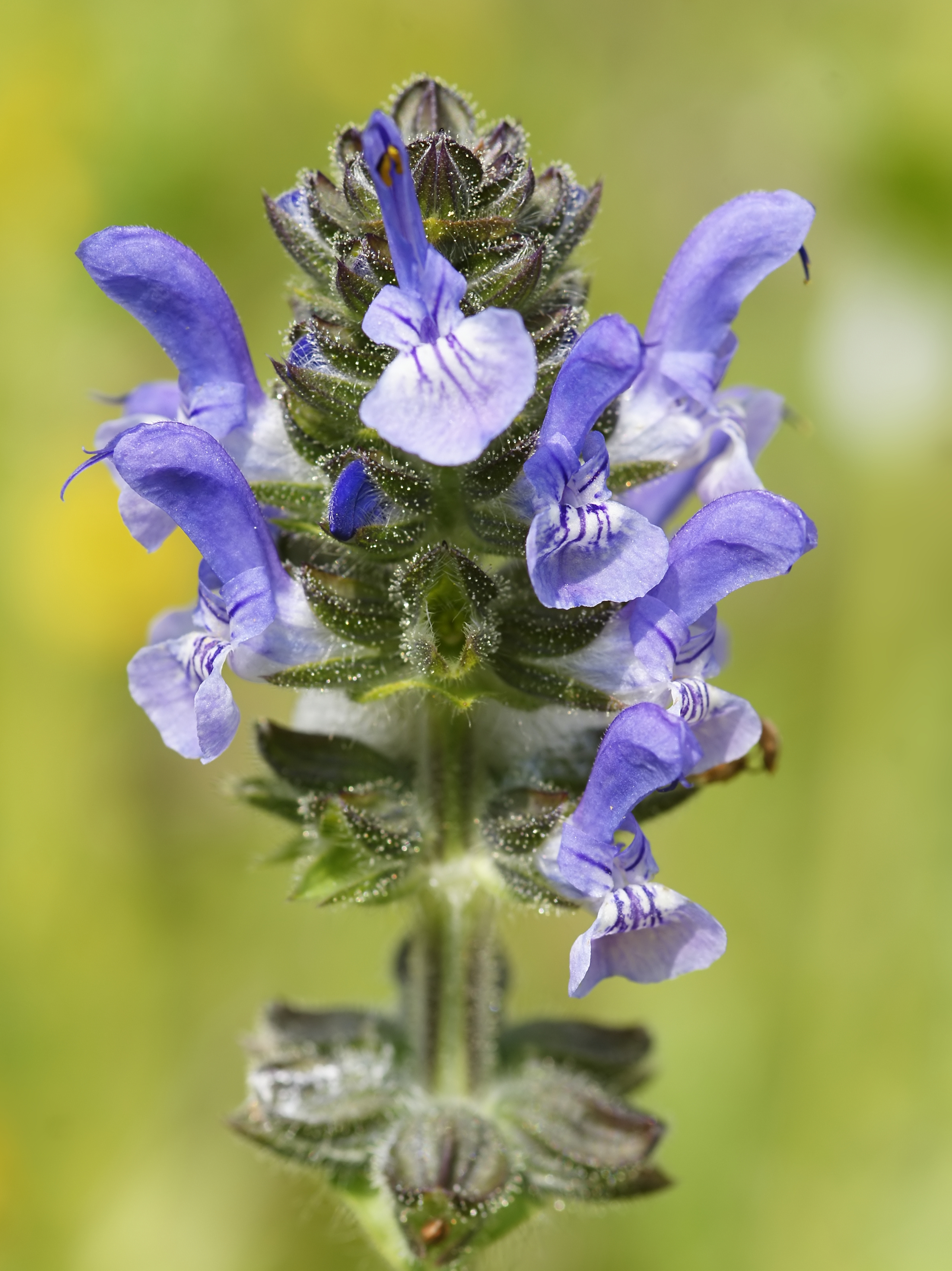
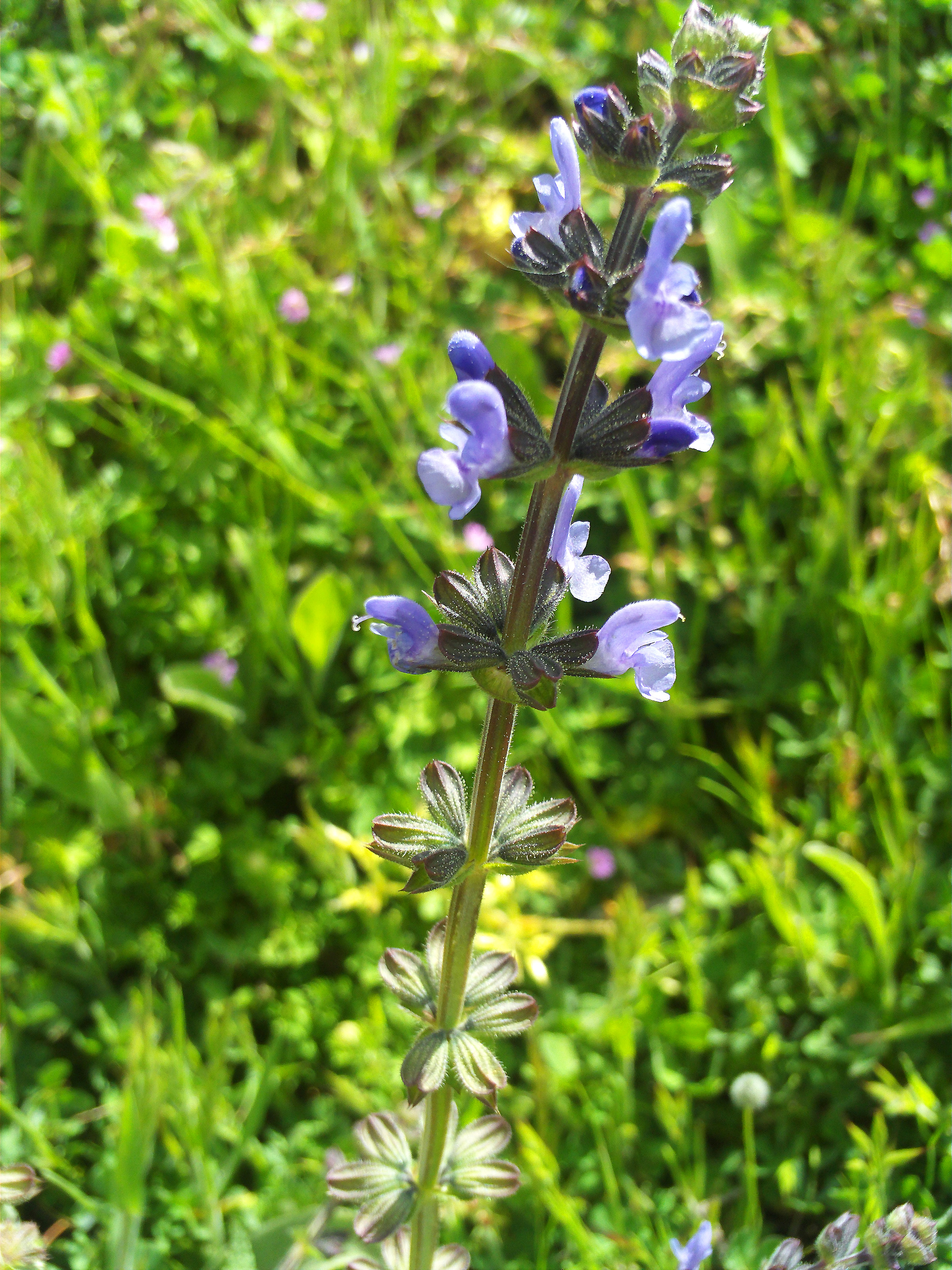
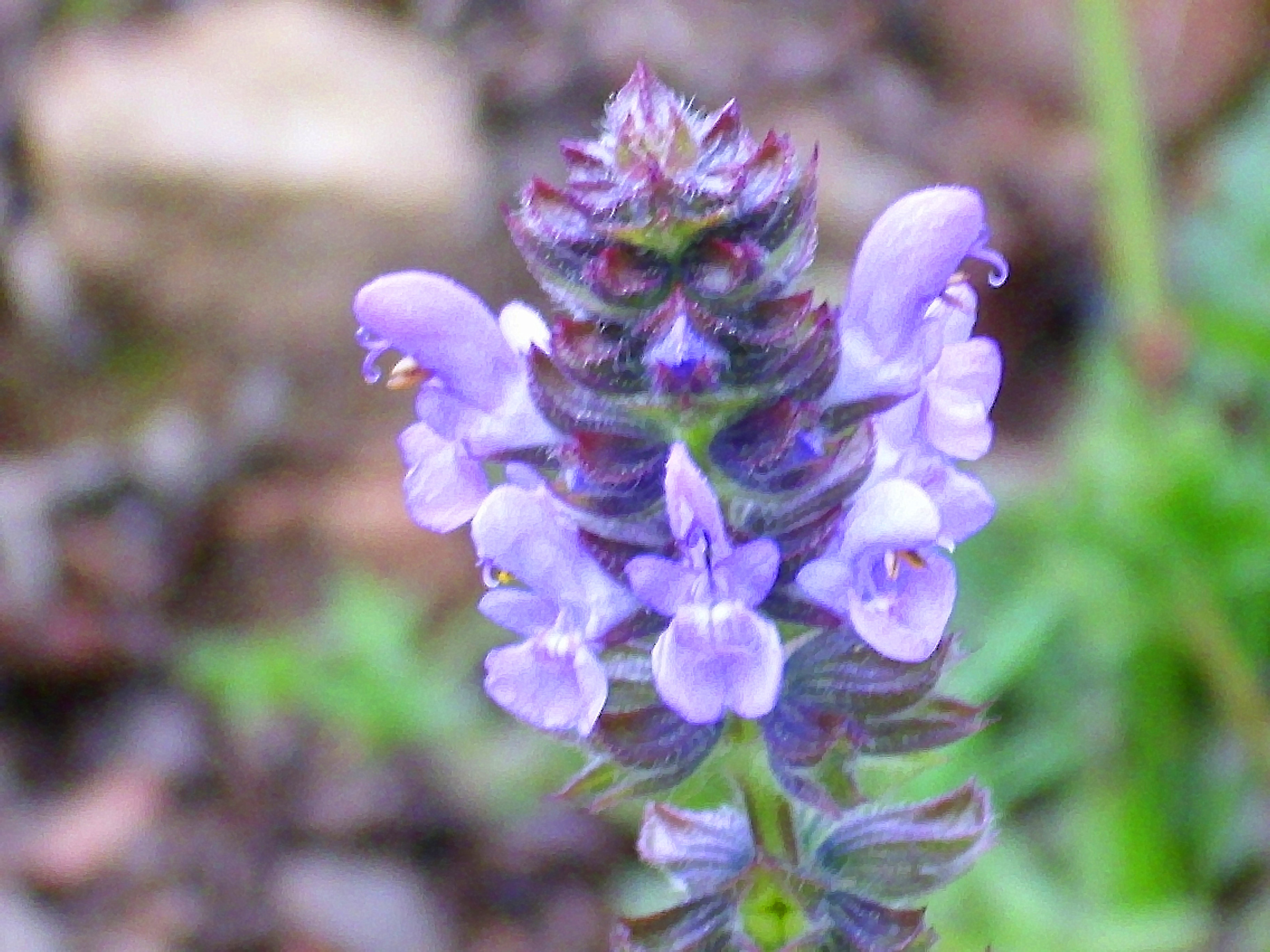
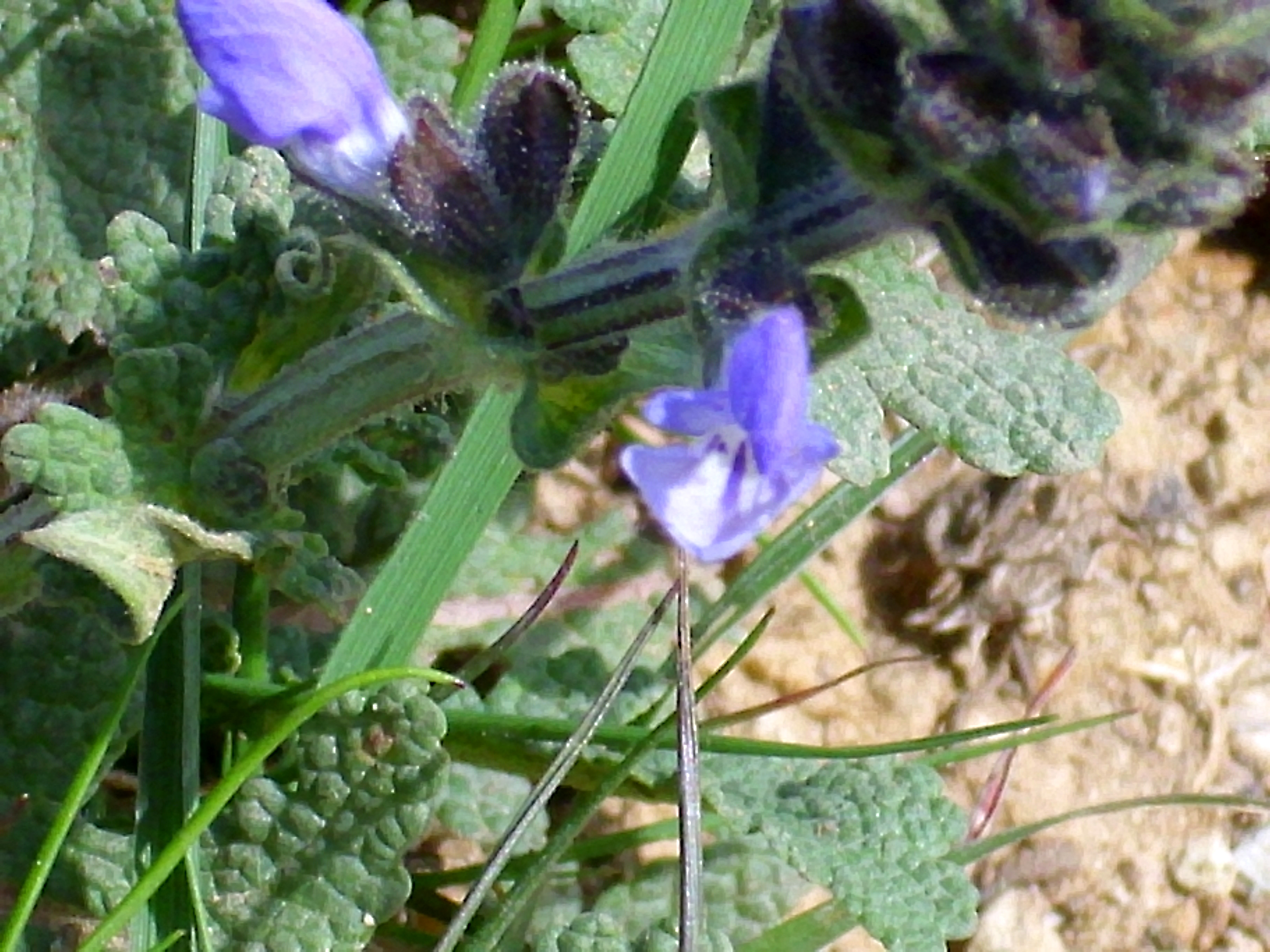
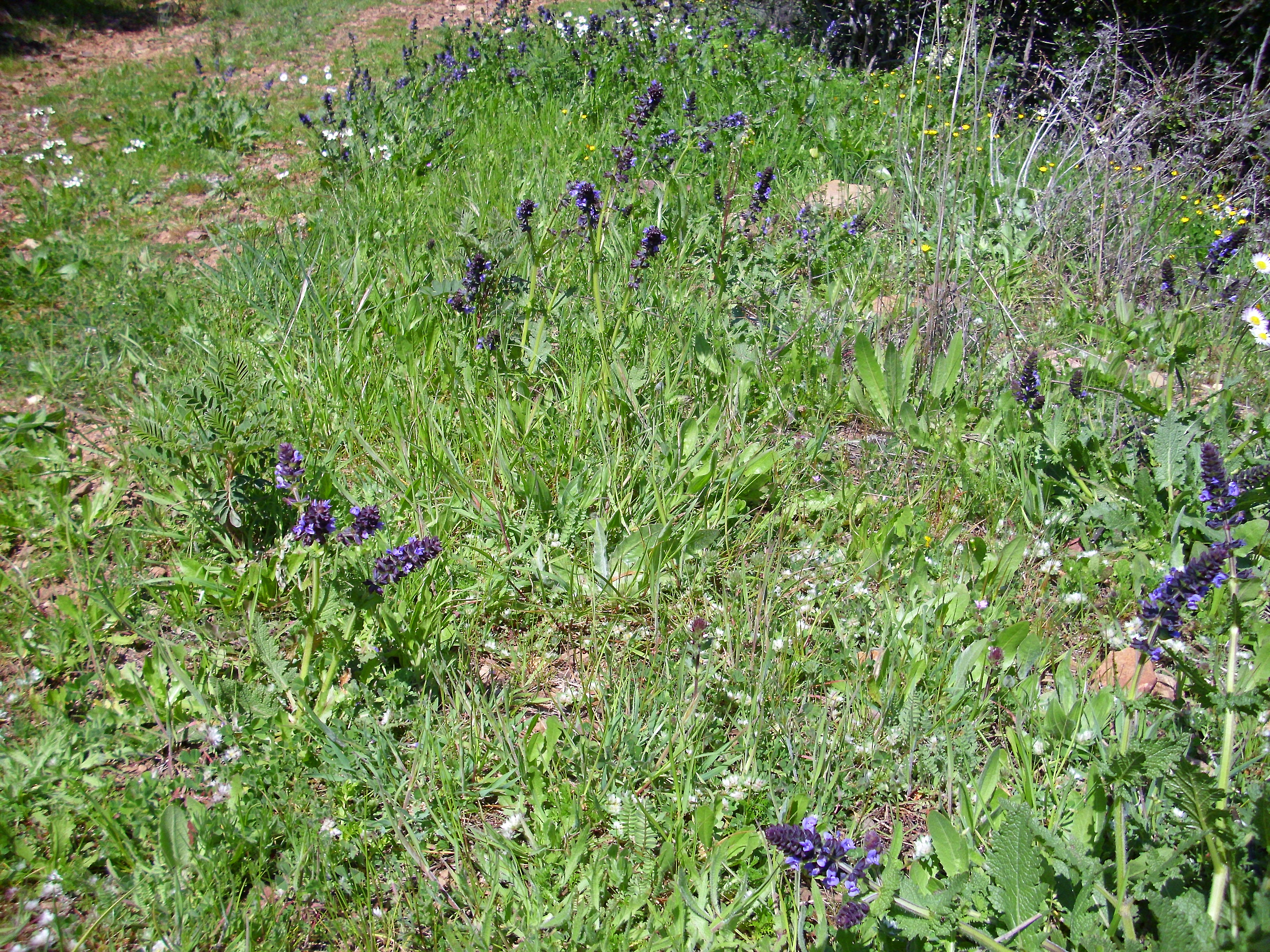